# Georges Baklanoff
Pour les articles homonymes, voir Baklanov.
Alfons Georg Bakkis (en letton : Alfons Georg Bakis) connu comme Georges Baklanoff (en russe : Георгий Андреевич Бакланов, Gueorgui Andreïevitch Baklanov) (23 décembre 1880, Riga - 6 décembre 1938, Bâle) est un baryton russe qui a eu une carrière internationale à partir de 1903 jusqu'à sa mort en 1938. Possédant une voix puissante et flexible, il a chanté les rôles d'une grande variété de périodes musicales et dans de nombreuses langues. Il a également été très apprécié par le public et la critique pour ses capacités d'acteur.
Sa voix peut être écoutée sur l'album d'anthologie The Record of Singing Volume II (1914-1925) - Les chants russes et révolutionnaires.
Le début de carrière de Baklanoff est consacré à la réalisation avec les grands théâtres de la Russie, comme le Théâtre Mariinsky et le Théâtre Bolchoï. En 1910, il commence à se produire avec des troupes de renom international, et devient membre de la compagnie de l'Opéra de Boston (en) (1910-1915) et de l'Opéra national de Vienne (1912-1914).
De 1917-1928, il est baryton à Chicago et en 1928-1929 il devient membre de la Société de l'Opéra Municipal de Philadelphie. De 1932 jusqu'à sa mort en 1938, il est membre du Théâtre de Bâle. Il est également invité à chanter dans des théâtres de renom international.
Sa veuve a fait don de ses archives à l'État suisse en 1952. Elles sont conservées actuellement par la Fondation SAPA, Archives de Archives suisses des arts de la scène.

## Carrière

### Jeunesse, éducation et carrière en Russie
Alfons Georg Bakkis est né à Riga, à époque dans le Gouvernement de Livonie de l'Empire Russe. En 1892, il s'installe à Kiev après la mort de ses parents. Il prévoit initialement de faire carrière comme avocat et étudie le droit à l'université de Kiev et à l'Université d'État de Saint-Pétersbourg. Ses études sont interrompues en raison de difficultés financières résultant du vol de ses biens par son tuteur légal; un homme qui s'est finalement suicidé. Il entre ensuite au Conservatoire de Kiev et, après ses études, étudie le chant pendant deux ans à Saint-Pétersbourg avec le ténor russe Ippolit Petrowitsch Prjanischnikow. Il a poursuivi sa formation à Milan, en Italie, en 1902 avec Vittorio Maria Vanzo (d) . Baklanoff fait ses débuts à l'opéra en 1903 à Kiev dans le rôle-titre de Le Démon d'Anton Rubinstein. La même année, il rejoint l'Opéra Zimin (en) nouvellement formé. En 1905, il devient membre du Théâtre Bolchoï de Moscou où il crée notamment le 24 janvier 1906, la première mondiale de Le Chevalier avare de Sergei Rachmaninoff et Lanciotto Malatesta dans Francesca da Rimini de Rachmaninoff . De 1907 à 1909, il est engagé au Théâtre Mariinsky de Saint-Pétersbourg. Il y chante le rôle de Fiodor Poïarok lors de la première à Moscou de La Légende de la ville invisible de Kitège et de la demoiselle Fevronia de Nikolaï Rimski-Korsakov, le 15 février 1908.

### Succès international

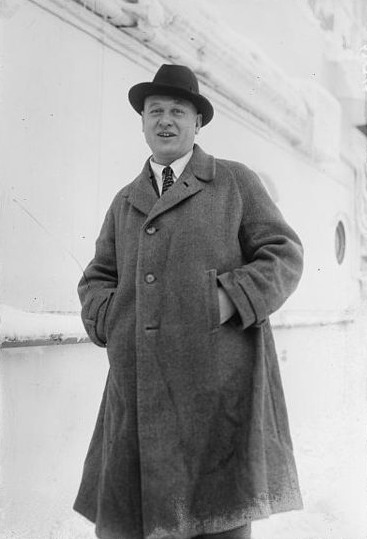
Georges Baklanoff

En 1910, Baklanoff fait ses débuts avec trois entreprises importantes, la compagnie de l'Opéra de Boston (en) dans Le Chevalier avare, le Metropolitan Opera à New York dans Rigoletto de Verdi et la Royal Opera House à Londres dans Rigoletto et Scarpia de Tosca de Puccini. Bien qu'il ne se produise plus jamais au Met, il retourne fréquemment à Boston pour des représentations jusqu'en 1915. En 1911, il chante Rigoletto pour ses débuts à l'Opéra-Comique de Berlin et le rôle principal dans Eugène Onéguine de Pyotr Ilyich Tchaikovsky pour sa première représentation en France au théâtre Sarah Bernhardt à Paris. Peu après, il est engagé comme artiste invité à l'Opéra de Paris, à l'Opéra de Francfort et dans des théâtres en Amérique du Sud.
De 1912 à 1916, il est membre du Wiener Staatsoper.
En 1913, il chante Rigoletto en février à Monte-Carlo et Hamlet en avril à l'Opéraavec Lydia Lipkowska qui fut son épouse.
En 1914, il chante lors de la première mondiale posthume de I Mori di Valenza (en) d'Amilcare Ponchielli au Casino de Monte-Carlo.
En mars 1916, il chante dans Le Démon d'Anton Rubinstein, Une vie pour le tsar de Glinka, et Eugène Onéguine de Tchaïkovski au Théâtre du Casino de Monte-Carlo,

### Carrière à Chicago et à Philadelphie
De 1917 à 1921, Baklanoff chante avec l'Association de l'opéra de Chicago (en) et, de 1922 à 1928, il joue avec l'Opéra civique de Chicago (en). À Chicago, il chante dans la première américaine de Monna Vanna d'Henry Février en 1918, dans le rôle-titre du Le chemineau de Xavier Leroux en 1919 et La Demoiselle des neiges de Rimsky-Korsakov en 1923 ; tout à l'Auditorium Building de Chicago. Parmi les rôles qu'il interprète à Chicago, Amonasro dans Aida de Verdi, Athanaël dans Thaïs de Jules Massenet, Escamillo dans Carmen de Georges Bizet, le père dans Louise de Gustave Charpentier, Raimondo dans Isabeau de Pietro Mascagni, Méphistophélès dans Faust de Charles Gounod, Nilakantha dans Lakmé de Léo Delibes, Renato dans Un ballo in maschera de Verdi, Rigoletto, Telramund dans Lohengrin de Richard Wagner, et Wotan dans Die Walküre de Wagner.
En 1928-1929, Baklanoff est membre de la compagnie de l'opéra civique de Philadelphie (en); chantant des rôles tels que Escamillo, Le chemineau, Méphistophélès et Wotan. En 1929, il interprète Boris Godounov, de Modeste Moussorgsky, dans une version concert avec l'Orchestre de Philadelphie, la soprano Rose Bampton et le chef d'orchestre Leopold Stokowski. Il chante avec l'Orchestre de Philadelphie à nouveau en 1935 dans le rôle d'Agamemnon lors de la première américaine de Iphigénie en Aulide de Gluck; cette fois sous la baguette d'Alexander Smallens (en).

### Carrière en Europe
Alors qu'il travaille principalement aux États-Unis de 1917 à 1929, Baklanoff continue d'apparaître en tant qu'artiste invité auprès des plus grands opéras d'Europe durant ces années et dans les années 1930, le Bayerische Staatsoper, le Théâtre national de Belgrade, le Théâtre national de Brno, le Théâtre national croate (Zagreb), l'Opéra national de Finlande, l'Opéra national hongrois, l'Opéra-Comique, le Théâtre royal danois, le Opéra royal de Stockholm, le Volksoper de Vienne et l'Opéra de Zurich. En 1932, il s'installe à Bâle en Suisse; faisant ses débuts avec le Théâtre de Bâle cette année-là dans le rôle-titre de Don Giovanni de Mozart. Il vit dans cette ville jusqu'à sa mort, n'ayant jamais pris de retraite.

## Vie privée
Georges Baklanoff a été marié à la soprano Lydia Lipkowska.
Il a aussi une relation tumultueuse de cinq ans avec la soprano Elvira Amazar. Elle le poursuit d'abord pour une agression alors qu'ils sont en tournée sur la Côte ouest des États-Unis en 1917 et l'accuse ensuite de l'avoir attiré, pour l'accompagner aux États-Unis depuis la Russie, sur sa promesse de l'épouser et dit qu'elle a appris plus tard qu'il avait une femme et des enfants en Russie. Ses affirmations conduisent à leur arrestation à Chicago, en vertu du Mann Act, en 1920,. Le couple part pour Paris peu après avoir été accusé. Baklanoff demande la nationalité américaine et est autorisé à rentrer aux États-unis en 1921 et les ordres d'expulsion sont abandonnées en 1922.

## Source
- (en) Cet article est partiellement ou en totalité issu de l’article de Wikipédia en anglais intitulé « Georges Baklanoff » (voir la liste des auteurs).